# Stichelia trucidata
Stichelia trucidata är en fjärilsart som beskrevs av Butler 1877. Stichelia trucidata ingår i släktet Stichelia och familjen Riodinidae. Inga underarter finns listade i Catalogue of Life.